# 達佛羅
達佛羅股份有限公司（英語：Buffalo Machinery Co., LTD.）是一家總部位於台中市大雅區的工具機製造商，由張錦鋒博士於1979年創立。其前身為「達佛羅企業有限公司」，2020年改組為「達佛羅股份有限公司」。
達佛羅早期為銷售金屬加工機於全球市場之貿易商。後來自行研發設計金屬切削機械，於1997年，轉型為金屬加工機製造商。旗下有兩個品牌，MICROCUT，為1983年創立的自有品牌，涵蓋了大多數的產品線，提供車床、铣床以及搪床，適用於汽車、模具、能源、航太等產業。在2017年，發佈AXILE品牌，專產高速五軸同動金屬加工中心機，適用於高階模具、航太、醫療等產業。達佛羅產品經銷網遍布於全球55個國家。
2011年，達佛羅被天下雜誌「前1000名優良製造業」之調查評比為全國前50名成長最快速之製造廠商之第25名，全國前50名最佳營運績效公司之第14名。2013年中華徵信所「台灣大型企業排名TOP5000」調查，在金屬加工機產業類別評比，達佛羅營業淨額排名為第8名。
主要銷售市場為歐洲和北美。2015年於克羅埃西亞成立歐洲發貨倉庫及服務中心〝MICROCUT Europe〞。2022年於加拿大溫莎建立北美技術應用中心。

## 產品與科技
達佛羅提供全系列車、銑、搪床工具機以及綜合加工機。同時，研發智慧型加工應用技術 - Smart Machining Technology (SMT™)以及工具機智能監控系統Intelligent Monitoring System – ART™系統。

## 獲獎紀錄
國家磐石獎
- 2008年，第17屆傑出中小企業磐石獎。

台灣精品獎
- 2016年金質獎：MCG-5X
- 2016年服務獎
- 2017年：MCU-5X與 HBM-140RT
- 2018年：AXILE G8
- 2019年金質獎：ART™ System
- 2020年金質獎：全方位五軸智能自動化系統
- 2021年銀質獎：龍門五軸數位智能自動化
- 2022年精品獎：數位智能管理系統
- 2023年精品獎：i4.0為基礎的數位管理平台、五軸AI智能自動化

亞洲商會國際創新獎 (International Innovation Awards®)
- 2019年：ART™ System。
- 2020年：iAutomation (數位智能自動化技術)

中小企業創新研究獎
- 2018年：AXILE G8。
- 2019年金質獎：ART™ System。

亞洲傑出品質實踐獎(Asian Excellence in Quality Practice
國家產業創新獎
- 2021年：第7屆組織類 - 卓越創新企業獎

第6屆卓越中堅企業獎
AQM研發創新類卓越案例獎

## 外部連結
- 達佛羅股份有限公司 （页面存档备份，存于）
- MICROCUT （页面存档备份，存于）
- AXILE MACHINE （页面存档备份，存于）